# 綦毋懐文
綦毋 懐文（きぶ かいぶん、生没年不詳）は、中国の南北朝時代の刀匠・官僚。相州北広平郡襄国県沙河の人。刀剣鍛造における灌鋼法の発明者。

## 経歴と逸話
出身は知られていない。道術をもって東魏の高歓に仕えた。543年（武定元年）、邙山の戦いが起こった。ときに東魏軍の旗幟はすべて赤であり、西魏軍はすべて黒であった。そこで懐文は五行相剋の説に基づいて、「赤は火色で、黒は水色です。水は火を滅ぼすことができるので、赤をもって黒に対するのはよろしくありません。土は水に勝つので、黄に改めるべきです」と高歓に勧めた。そこで高歓は旗幟を「河陽幡」と呼ばれる赭黄のものに改めた。
また懐文は宿鉄刀を造った。柔らかい地金を重ねて焼き入れし、数度繰り返して硬くした。軟鉄を刀背にして、家畜の尿を浴びせ、家畜の脂で焼きを入れた。完成した刀は鎧の重ね30枚を斬ったといわれる。
また懐文は算術を得意とし、晋陽の館で棗の樹の実の数を概算してみせたことがあった。
懐文は官にあっては西河郡太守をつとめ、信州刺史に上った。また『魏書』十志の編纂にあたって、修史に名を連ねた。

## 伝記資料
- 『北斉書』巻49 列伝第41
- 『北史』巻89 列伝第77

## 脚註
1. ↑  『魏書』前上十志啓